# Intermediäres Leben
Als intermediäres Leben wird in der Thanatologie die Phase zwischen dem Individualtod, heute zumeist definiert als Hirntod, und dem biologischen Tod, d. h. dem Absterben der letzten Körperzelle, bezeichnet. Auch nach dem Hirntod kann der Körper noch biologisch aktiv sein, wenn er künstlich beatmet wird und die Herz- und Kreislauffunktionen künstlich aufrechterhalten werden. In der Phase des intermediären Lebens können gegebenenfalls noch Organe oder Gewebe im Rahmen der Organspende entnommen werden.
Da das Sterben ein Prozess ist und der Individualtod mit dem Erlöschen (lediglich) der Hirnfunktionen angesetzt wird, gibt es bei gerade Verstorbenen noch so genanntes supravitales Gewebe, das aufgrund größerer Toleranz des Sauerstoffmangels (verglichen mit Nervengewebe) weiter überlebt, selbst wenn der Blutkreislauf zum Erliegen gekommen ist. Je nach Umgebungstemperatur und anderen Faktoren (Fieber oder Unterkühlung zum Todeszeitpunkt, Strahlung) kann diese intermediäre Phase unterschiedlich lange dauern, jedoch ist sie sicherlich mit dem Auftreten von flächiger Fäulnis zu Ende.
Besonders langlebig in diesem Sinne sind Knorpel und Hornhäute der Augen, da diese Gewebe schon physiologischerweise nur  indirekt über Diffusion, also nicht direkt über den Blutkreislauf, mit Sauerstoff und Nährstoffen versorgt werden. Hornhäute bleiben bis 72 Stunden postmortal transplantierbar.
So sind Gewebe des intermediären Lebens auch noch zu so genannten supravitalen Reaktionen fähig, wie z. B. eine Pupillenreaktion durch Medikamente (bis 15 Stunden post mortem), die Funktionsfähigkeit von Spermien (von bis zu einem Tag post mortem) oder noch mittels mechanischem oder elektrischem Schlag auslösbare Kontraktionen des Muskelgewebes (bis 20 Stunden nach dem Individualtod).